# Pavel Walter
Pavel Walter (* 2. září 1959) je bývalý český fotbalista, útočník.

## Fotbalová kariéra
V československé lize hrál za TJ SU Teplice. Nastoupil ve 2 ligových utkáních. Po návratu z vojny se do kádru Teplic neprosadil a nastupoval ve druhé nejvyšší soutěži za Slovan Liberec. Hrál i za Baník Most.

## Ligová bilance
| Ročník                                   | Zápasy | Góly | Klub           |
| ---------------------------------------- | ------ | ---- | -------------- |
| 1. československá fotbalová liga 1977/78 | 2      | 0    | SU Teplice     |
| Česká národní fotbalová liga 1981/82     | 10     | 0    | Slovan Liberec |
| Česká národní fotbalová liga 1982/83     | 26     | 4    | Slovan Liberec |
| CELKEM                                   | 2      | 0    |                |